# Iglesia de la Santa Cruz de Canillo
La iglesia de la Santa Cruz de Canillo es una iglesia histórica de arquitectura popular religiosa de la época barroca situada a la orilla del río Valira, a su paso por Canillo. Está protegida como bien de interés cultural en la clasificación de monumento.

## Historia
La iglesia fue construida a final del siglo XVII y principio del siglo XVIII. La primera referencia documental es del año 1712. En el retablo barroco figura la fecha 1739. El año 2004 fue objeto de una restauración.
La iglesia de la Santa Cruz se levantó en un lugar significativo, no exento de simbolismo, al extremo del pueblo, a la intersección del eje del camino viejo de Prats con el eje de la calle Mayor presidida por la iglesia de Sant Serni de Canillo.
Originariamente, fue un lugar de pasaje obligado, era la confluencia de dos espacios muy diferenciados, un espacio constituido por el pueblo de Canillo y un segundo espacio integrado por los prados y los campos de cultivo en un contexto rural. Daba la bienvenida en el pueblo y al mismo tiempo formalizaba la salida de Canillo hacia los otros núcleos habitados. La evolución del casco urbano del pueblo hacia el margen izquierdo del río Valira y la construcción del puente de la Santa Cruz, han modificado el paisaje del entorno originariamente rural, pero mantiene la significación, los valores y el simbolismo histórico. La iglesia, al margen del camino real, constituye un punto significativo en la red de caminos. Es un lugar de pasaje, de plegaria, de parada y cobijo.

## Edificio
Es un edificio de dimensiones reducidas configurado por una planta y ábside rectangular con una única cubierta a dos aguas, con campanario de espadanya y porche en la fachada principal. La nave, con dos contrafuertes adosados, está orientada en el sentido noroeste, sudeste y está levantada con piedras medianas y pequeñas. Ofrece un acabado enlucido de mortero de cal que únicamente se ha conservado en la fachada principal y parcialmente en la lateral nordeste. Las cubiertas de la nave, el ábside y el porche son de vigas de madera y están cubiertas con losas de pizarra. En la fachada principal, la noroeste, se abre la puerta de la iglesia con un arco de medio punto flanqueada por dos ventanas y protegida por un porche.
Su interior presenta una nave encalada, un pavimento de losas de pizarra y un ábside enmarcado por un arco triunfal realizado con piedra tosca. El ábside está presidido un retablo dedicado a la pasión de Cristo, es de un solo piso con un predominio de la calle central, donde está  representada la crucifixión. La figura de Cristo es exenta, y las de María y San Juan Evangelista están realizadas en alto relieve. La escena está enmarcada por columnas salomónicas doradas y decoradas con motivos
vegetales y animales. Destacan las figuras del sol y la luna a ambos lados de la cruz. Las calles laterales están constituidos por dos tablas en alto relieve con escenas de la pasión: la flagelació de Cristo, con espinas, Jesús camino del Calvario y Jesús en el huerto de los Olivos. En el frontón del retablo hay representado a Dios Padre con la mano derecha en posición de bendecir. Al pie de la
escena central figura una inscripción con la fecha 1739.